# Elberadweg
 Der er for få eller ingen kildehenvisninger i denne artikel, hvilket er et problem. Du kan hjælpe ved at angive troværdige kilder til de påstande, som fremføres i artiklen.

Elberadweg, «Elben cykelvej», (tjekkisk: Labská stezka) er en del af det internationale netværk af cykelstier i Europa. Den er en del af i alt 37 cykelveje langs de tyske floder, og den mest populære rute for cykelturister i Tyskland.
Elberadweg starter i Špindlerův Mlýn i Krkonoše-bjergene (Riesengebirge) i Tjekkiet, og ender efter omkring 1.210 kilometer i Cuxhaven ved Elbens munding i Nordsøen. 840 kilometer af vejen går i Tyskland og 370 kilometer i Tjekkiet. Der findes også en variant af ruten med start i Praha ved floden Vltava.
Cyklister som starter i Cuxhaven vil ofte drage nytte af medvind store dele af turen, mens de som begynder i den anden ende vil havr nogle nedstigninger til hjælp, specielt i starten ved bjergene. Hovedparten af ruten går i fladt terræn ved floden. Vejene er overvejende asfalteret og uden biltrafik.
Hele ruten er mærket med skilte. I Tyskland er vejene skiltet med Elberadweg, mens i Tjekkiet er ruten overvejende mærket "nr. 2", men også her er nogen steder mærket med det tyske logo. Ruten går igennem en række større og mindre byer, og langs hele vejen har de lokale mere eller mindre specialiseret sig i at tage imod cykelturister. Elben er en af de få floder i Europa hvor naturen er bevaret. Cykelruten følger ikke altid floden. Nogen gange følger den i stedet for klippelandskaber, enge og sumpskove, der er leveområder for sjældne dyr- og plantearter.

## Historie
I 1990'erne begyndte man at markere de enkelte afsnit. For eksempel blev der 1993 markeret og skiltet et afsnit af ruten i Elbsandsteingebirge. Fra 1998 blev strækninger niveleret og ofte asfalteret. Fra dette år begyndte også de første cykelturister at benytte stien. 2001 fulgte de første informationsbrochurer. Efter oversvømmelserne i Midteuropa i 2002 ophørte turismen for en kort tid, da mange dele af cykelstien måtte sættes i stand igen. Flere skader blev forårsaget af oversvømmelserne i 2013, men de blev hurtigt repareret.
2005 blev Elberadweg valgt af cykelklubben "Allgemeinen Deutschen Fahrradclub"s medlemmer som den mest populære cykelsti i Tyskland. Først i 2019 måtte den aflevere sin førerposition til Weser-Radweg.

## Rutens forløb
I Riesengebirge begynder cykelstien få kilometer nedenfor Elbens kilde ved byen Vrchlabís banegård med den gule skiltning. I Mělník udmunder floden Vltava i Elben. De gule skilte fører fra Vltava-cykelstien videre langs med Elben til den tysk-tjekkiske grænse i Elbsandsteingebirge.
Cykelstien går videre til Ústí nad Labem. Derefter fører ruten mellem Děčín før den tysk-tjekkiske grænse til Pirna gennem den tjekkiske del af Elbsandsteingebirge (České Švýcarsko). Stien fører gennem Dresden, Meißen, Torgau, Lutherstadt Wittenberg, Dessau, Magdeburg, Tangermünde, Havelberg, Lutherstadt Wittenberg , Lauenburg, Hamburg og Cuxhaven. Foruden de større byer fører stien gennem seværdige mindre byer som f.eks. Mühlberg, Jerichow, Lenzen, Dömitz, Rüterberg, Hitzacker, Altes Land, Buxtehude, Wedel, Stade og Otterndorf.

## Galleri
- I Tjekkiet er ruten mærket som cykelrute nr. 2
- Sandstenformationer i Elbsandsteingebirge
- Elberadweg i Dresden
- Udsigt fra Bosel ved Meißen i retning mod Dresden
- Bondegård ved cykelstien i Damnatz
- Cykelsti mellem Großmarkt og Oberhafen i Hamborg
- Elben ved Otterndorf